# وست‌لیک رکوردینگ استودیوز
وست‌لیک ریکوردین استودیوز (انگلیسی: Westlake Recording Studios) یک استودیو ضبط موسیقی در وست هالیوود، کالیفرنیا، کالیفرنیا است.
پرفروش‌ترین آلبوم موسیقی، تریلر از مایکل جکسون در این استودیو ضبط شده‌است.